# Тарделли, Диего
Дие́го Тарде́лли Марти́нс (порт.-браз. Diego Tardelli Martins; род. 10 мая 1985, Санта-Барбара-д’Уэсти, Сан-Паулу) — бразильский футболист, игравший на позиции нападающего. Выступал за сборную Бразилии.

## Биография

### Клубная карьера
Воспитанник клуба «Сан-Паулу», в котором начал профессиональную карьеру в 2003 году. Выиграл Юниорский кубок Сан-Паулу в 2004 году. В 2005 году стал лучшим бомбардиром свой команды в чемпионате штата с 12 голами. Наконец, в июле 2005 года выиграл Кубок Либертадорес со своей командой. Тарделли отметился двумя забитыми голами в ходе турнира. Один из них был забит в ответном финальном матче против «Атлетико Паранаэнсе». Его гол стал последним в разгроме «Атлетико» со счётом 4:0.
В 2006 году был отдан в аренду в испанский клуб «Реал Бетис», однако в том же году вернулся в Бразилию, так как испытывал в Европе проблемы с дисциплиной. Диего всё же закончил сезон 2006/07 на мажорной ноте, став одним из героев победной кампании в чемпионате Нидерландов с ПСВ, куда «Сан-Паулу» отдал игрока в аренду. После этого Тарделли вернулся в Бразилию и выиграл второй за календарный год национальный чемпионат.
В 2008 году Тарделли выступал за «Фламенго», где был игроком основного состава.
В 2009 году Тарделли перешёл в «Атлетико Минейро», где с ходу стал одним из лучших бомбардиров. Игрок выиграл приз Артура Фриденрайха, который вручается игроку, забившему наибольшее число голов во всех бразильских турнирах за год. В чемпионате Бразилии Тарделли поделил первое место с Адриано — оба игрока забили по 19 мячей.
7 марта 2011 года подписал 4-летний контракт с махачкалинским «Анжи». Сумма трансфера оценивалась примерно в 7,5 миллионов евро.
Тарделли постоянно жаловался, что не может приспособиться в России, и сообщил о намерении уехать обратно в Бразилию. Однако 10 января 2012 он подписал контракт на два с половиной года с катарским клубом «Аль-Гарафа». Сумма сделки составила 7 миллионов евро. В 2013 году вернулся в «Атлетико Минейро» и помог команде впервые в истории дойти до финала Кубка Либертадорес.

## В сборной
В июле 2009 года главный тренер сборной Бразилии Дунга вызвал Тарделли в сборную Бразилии. Его дебют за «Селесао» состоялся в товарищеском матче 12 августа против Эстонии. Тарделли принял участие в трёх отборочных матчах к чемпионату мира 2010 года — против Чили (4:2), Боливии (1:2, участвовал в единственном забитом голе) и Венесуэлы (0:0). Во всех встречах за сборную Диего Тарделли выходил на замену.

## Достижения
Командные
- Чемпион штата Сан-Паулу (1): 2005
- Чемпион штата Рио-де-Жанейро (1): 2008
- Чемпион штата Риу-Гранди-ду-Сул (1): 2019
- Чемпион штата Минас-Жерайс (1): 2013
- Чемпион Бразилии (1): 2007
- Чемпион Кубка Бразилии (1): 2014
- Чемпион Нидерландов (1): 2006/07
- Обладатель Кубка Либертадорес (2): 2005, 2013
- Обладатель Рекопы (1): 2014

Личные
- Лучший бомбардир чемпионата Бразилии: 2009 (19 голов)